# Hide and Seek (serie de televisión)
Hide and Seek (en hangul, 숨바꼭질; RR: Sumbakkokjil) es una serie de televisión surcoreana dirigida por Shin Yong-whee y protagonizada por Lee Yu-ri, Song Chang-eui, Uhm Hyun-kyung y Kim Young-min. Se emitió todos los sábados del 25 de agosto al 17 de noviembre de 2018 en MBC, de 20:45 a 23:10 (hora local coreana), a razón de cuatro episodios diarios.

## Sinopsis
Los destinos enredados de la heredera de una empresa de cosméticos y una mujer que tuvo que conseguirlo todo por sí misma.

## Reparto

### Principal
- Lee Yu-ri como Min Chae-rin, una directora ejecutiva astuta y de carácter en una compañía de cosméticos, pero que en el fondo anhela el amor de su familia.[3]
  - Jo Ye-rin como Chae-rin de niña.
- Song Chang-eui como Cha Eun-hyuk, secretario y conductor del Grupo Taesan.[3]
  - Choi Seung-hoon como Eun-hyuk de niño.
- Uhm Hyun-kyung como Ha Yeon-joo / Min Soo-a, una empleada de Make Pacific. Es bondadosa pero los celos la convertirán en una mujer malvada y rencorosa.[4]
  - Shin Rin-ah como Soo-a de niña.
- Kim Young-min como Moon Jae-sang, un donjuán que es el heredero del Grupo Taesan.[4]

### Secundario
- Jung Hye-sun como Na Hae-geum.
- Yoon Joo-sang como Moon Tae-san.
- Lee Jong-won como Min Joon-sik.
- Lee Won-jong como Jo Pil-doo.
- Jo Mi-ryung como Park Hae-ran.
- Seo Joo-hee como Do Hyun-sook.
- Yoon Da-kyung como el gerente general Kim.
- Kim Hye-ji como Ha Geum-joo.
- Choi Hee-jin como Ha Dong-joo.
- Ahn Bo-hyun como Baek Do-hoon.
- Lee Yong-nyeo como el budista Choi.

## Producción
- La primera lectura del guion tuvo lugar el 30 de junio de 2018 en la MBC Broadcasting Station en Sangam-dong, Seúl, Corea del Sur.[5]

## Audiencia
| Episodio | Fecha de emisión         | Índice de audiencia | Índice de audiencia | Índice de audiencia | Índice de audiencia |
| Episodio | Fecha de emisión         | TNmS                | TNmS                | AGB Nielsen         | AGB Nielsen         |
| Episodio | Fecha de emisión         | Nacional            | Seúl                | Nacional            | Seúl                |
| --- | ------------------------ | ------------------- | ------------------- | ------------------- | ------------------- |
| 1 | 25 de agosto de 2018     | 2,7 %               | 2,8 %               | 3,2 % (NR)          | 3,4 % (NR)          |
| 2 | 25 de agosto de 2018     | 6,8 %               | 6,9 %               | 7,2 % (11.ª)        | 7,2 % (11.ª)        |
| 3 | 25 de agosto de 2018     | 6,5 %               | 6,7 %               | 7 % (12.ª)          | 7,2 % (11.ª)        |
| 4 | 25 de agosto de 2018     | 7,7 %               | 8 %                 | 8,1 % (10.ª)        | 8,4 % (9.ª)         |
| 5 | 8 de septiembre de 2018  | 3 %                 | N/A                 | 3,7 % (NR)          | 3,9 % (NR)          |
| 6 | 8 de septiembre de 2018  | 7,6 %               | N/A                 | 7,2 % (11.ª)        | 7 % (11.ª)          |
| 7 | 8 de septiembre de 2018  | 6,7 %               | N/A                 | 6,8 % (14.ª)        | 6,8 % (14.ª)        |
| 8 | 8 de septiembre de 2018  | 8,5 %               | N/A                 | 8,6 % (5.ª)         | 8,7 % (6.ª)         |
| 9 | 15de septiembre de 2018  | 3,7 %               | N/A                 | 4,9 % (NR)          | 4,4 % (NR)          |
| 10 | 15de septiembre de 2018  | 7,7 %               | N/A                 | 8,6 % (12.ª)        | 8 % (11.ª)          |
| 11 | 15de septiembre de 2018  | 6,5 %               | N/A                 | 7,3 % (15.ª)        | 6,7 % (19.ª)        |
| 12 | 15de septiembre de 2018  | 7,6 %               | N/A                 | 9,2 % (6.ª)         | 8,7 % (8.ª)         |
| 13 | 22 de septiembre de 2018 | 4,8 %               | N/A                 | 5,5 % (NR)          | 5,1 % (NR)          |
| 14 | 22 de septiembre de 2018 | 10,5 %              | N/A                 | 10,2 % (6.ª)        | 9,8 % (6.ª)         |
| 15 | 22 de septiembre de 2018 | 11 %                | N/A                 | 10,3 % (5.ª)        | 10,1 % (4.ª)        |
| 16 | 22 de septiembre de 2018 | 11,8 %              | N/A                 | 11 % (3.ª)          | 10,6 % (3.ª)        |
| 17 | 29 de septiembre de 2018 | 4,6 %               | N/A                 | 5,5 % (NR)          | 4,9 % (NR)          |
| 18 | 29 de septiembre de 2018 | 8,1 %               | N/A                 | 7,7 % (14.ª)        | 7,3 % (15.ª)        |
| 19 | 29 de septiembre de 2018 | 7 %                 | N/A                 | 6,6 % (19.ª)        | 6,5 % (18.ª)        |
| 20 | 29 de septiembre de 2018 | 8,8%                | N/A                 | 9,1 % (7.ª)         | 9,1 % (7.ª)         |
| 21 | 6 de octubre de 2018     | N/A                 | N/A                 | 5,7 % (NR)          | 5,4 % (NR)          |
| 22 | 6 de octubre de 2018     | N/A                 | N/A                 | 11,3 % (5.ª)        | 11,5 % (4.ª)        |
| 23 | 6 de octubre de 2018     | N/A                 | N/A                 | 11,3 % (5.ª)        | 11,4 % (5.ª)        |
| 24 | 6 de octubre de 2018     | N/A                 | N/A                 | 13,1 % (3.ª)        | 13 % (3.ª)          |
| 25 | 13 de octubre de 2018    | 5,3 %               | N/A                 | 5,3 % (NR)          | 5 % (NR)            |
| 26 | 13 de octubre de 2018    | 11 %                | N/A                 | 10,2 % (5.ª)        | 10 % (5.ª)          |
| 27 | 13 de octubre de 2018    | 10,8 %              | N/A                 | 10,6 % (4.ª)        | 10,5 % (4.ª)        |
| 28 | 13 de octubre de 2018    | 11,4 %              | N/A                 | 11,2 % (3.ª)        | 11,1 % (3.ª)        |
| 29 | 20 de octubre de 2018    | 3,6 %               | N/A                 | 3,6 % (NR)          | 3,3 % (NR)          |
| 30 | 20 de octubre de 2018    | 8,2 %               | N/A                 | 8,1 % (6.ª)         | 7,9 % (8.ª)         |
| 31 | 20 de octubre de 2018    | 11,3 %              | N/A                 | 11 % (5.ª)          | 11 % (5.ª)          |
| 32 | 20 de octubre de 2018    | 12,6 %              | N/A                 | 11,8 % (4.ª)        | 11,9 % (4.ª)        |
| 33 | 27 de octubre de 2018    | 5,5 %               | N/A                 | 5,9 % (NR)          | 5,2 % (NR)          |
| 34 | 27 de octubre de 2018    | 12,8 %              | N/A                 | 11,4 % (4.ª)        | 11,2 % (4.ª)        |
| 35 | 27 de octubre de 2018    | 13 %                | N/A                 | 11,2 % (5.ª)        | 11,1 % (5.ª)        |
| 36 | 27 de octubre de 2018    | 14,1 %              | N/A                 | 12 % (3.ª)          | 12 % (3.ª)          |
| 37 | 3 de noviembre de 2018   | 10,2 %              | N/A                 | 9,9 % (7.ª)         | 9,3 % (8.ª)         |
| 38 | 3 de noviembre de 2018   | 13,3 %              | N/A                 | 12,7 % (4.ª)        | 12,4 % (4.ª)        |
| 39 | 3 de noviembre de 2018   | 12,8 %              | N/A                 | 12,6 % (5.ª)        | 11,8 % (5.ª)        |
| 40 | 3 de noviembre de 2018   | 13,5 %              | N/A                 | 13,3 % (3.ª)        | 13,1 % (3.ª)        |
| 41 | 10 de noviembre de 2018  | 10,5 %              | N/A                 | 10,6 % (6.ª)        | 12,1 % (4.ª)        |
| 42 | 10 de noviembre de 2018  | 13,7 %              | N/A                 | 12,9 % (4.ª)        | 11,6 % (5.ª)        |
| 43 | 10 de noviembre de 2018  | 12,9 %              | N/A                 | 12,2 % (5.ª)        | 11,6 % (5.ª)        |
| 44 | 10 de noviembre de 2018  | 14 %                | N/A                 | 13,4 % (3.ª)        | 12,8 % (3.ª)        |
| 45 | 17 de noviembre de 2018  | 7,8 %               | N/A                 | 7,3 % (12.ª)        | 6,7 % (16.ª)        |
| 46 | 17 de noviembre de 2018  | 14 %                | N/A                 | 13,2 % (5.ª)        | 11,6 % (5.ª)        |
| 47 | 17 de noviembre de 2018  | 13,9 %              | N/A                 | 13,6 % (4.ª)        | 12,5 % (4.ª)        |
| 48 | 17 de noviembre de 2018  | 15,2 %              | N/A                 | 15,4 % (3.ª)        | 14,4 % (3.ª)        |
| Promedio | Promedio                 | -                   | -                   | 15,4 %              | 14,4 %              |
| - En la tabla superior, aparecen en azul los índices más bajos, y en rojo los más altos. - NR indica que la serie no se ubicó entre los 20 mejores programas diarios en esa fecha. - N/A indica que se desconoce el dato. |                          |                     |                     |                     |                     |

## Premios y nominaciones
| Año  | Premios              | Categoría                                                                   | Candidato      | Resultado | Ref.  |
| ---- | -------------------- | --------------------------------------------------------------------------- | -------------- | --------- | ----- |
| 2018 | 6th APAN Star Awards | Premio a la gran excelencia, actriz en una serie dramática                  | Lee Yoo-ri     | Nominada  | [ 8 ] |
| 2018 | MBC Drama Awards     | Gran Premio (Daesang)                                                       | Lee Yoo-ri     | Nominada  | [ 9 ] |
| 2018 | MBC Drama Awards     | Serie del año                                                               | Hide and Seek  | Nominada  | [ 9 ] |
| 2018 | MBC Drama Awards     | Premio a la gran excelencia, actriz en serie de fin de semana               | Lee Yoo-ri     | Ganadora  | [ 9 ] |
| 2018 | MBC Drama Awards     | Premio a la gran excelencia, actor en un proyecto especial de fin de semana | Song Chang-eui | Nominada  | [ 9 ] |
| 2018 | MBC Drama Awards     | Premio a la excelencia, actor en un proyecto especial de fin de semana      | Kim Young-min  | Nominado  | [ 9 ] |
| 2018 | MBC Drama Awards     | Premio a la excelencia, actriz en un proyecto especial de fin de semana     | Uhm Hyun-kyung | Nominada  | [ 9 ] |
| 2018 | MBC Drama Awards     | Mejor reparto en proyecto especial de fin de semana                         | Jo Mi-ryung    | Nominada  | [ 9 ] |
| 2018 | MBC Drama Awards     | Mejor reparto en proyecto especial de fin de semana                         | Yoon Da-gyeong | Nominada  | [ 9 ] |
| 2018 | MBC Drama Awards     | Mejor actriz infantil                                                       | Jo Ye-rin      | Ganadora  | [ 9 ] |